# Alberto de Casalodi
Alberto de Casalodi (Casalodi, 1230 –1288) fue un político italiano, señor de Mantua hasta el 1272.
Casalodi era un castillo de los alrededores de Mantua, la actual Casaloldo.
Partidista güelfo, se dejó engañar por Pinamonte Bonacolsi, gibelino, que después de haberlo empujado a echar a algunas familias turbulentas (todas del partido güelfo), aprovechó de la debilidad de la facción contraria para echar a los Casalodi y tomar el poder de la ciudad. Los sucesivos exilios en masa y sumarios despoblaron tanto la ciudad que Dante Alighieri lo recuerda en Infierno, canto XX, 95-96.